# Memorial Marco Pantani 2016
Il Memorial Marco Pantani 2016, tredicesima edizione della corsa e valevole come evento dell'UCI Europe Tour 2016 e della Coppa Italia 2016 categoria 1.1, si svolse il 17 settembre 2016 su un percorso di 189,8 km, con partenza e arrivo a Cesenatico, in Italia. La vittoria fu appannaggio dell'italiano Francesco Gavazzi, il quale completò il percorso in 4h28'50", alla media di 42,36 km/h, precedendo i connazionali Matteo Busato e Paolo Totò.
Sul traguardo di Cesenatico 57 ciclisti, su 154 partenti, portarono a termine la competizione.

## Squadre e corridori partecipanti
| N.      | Cod. | Squadra                     |
| ------- | ---- | --------------------------- |
| 1-8     | LAM  | Lampre-Merida               |
| 11-18   | BAR  | Bardiani CSF                |
| 21-28   | AND  | Androni Giocattoli-Sidermec |
| 31-38   | FVC  | Fortuneo-Vital Concept      |
| 41-48   | CCC  | CCC Sprandi Polkowice       |
| 51-58   | CJR  | Caja Rural-Seguros RGA      |
| 61-68   | WIL  | Wilier Triestina-Southeast  |
| 71-78   | GAZ  | Gazprom-RusVelo             |
| 81-88   | NIP  | Nippo-Vini Fantini          |
| 91-98   | LOK  | Lokosphinx                  |
| 101-107 | PVC  | Parkhotel Valkenburg CT     |

| N.      | Cod. | Squadra                       |
| ------- | ---- | ----------------------------- |
| 111-118 | HAC  | Hrinkow Advarics Cycleangteam |
| 121-128 | DDC  | Dimension Data for Qhubeka    |
| 131-138 | GME  | GM Europa Ovini               |
| 141-148 | UNI  | Unieuro Wilier                |
| 151-158 | TIR  | Tirol Cycling Team            |
| 171-178 | NMG  | Norda-MG.K Vis                |
| 181-185 | KLS  | Kolss-BDC Team                |
| 191-198 | AMO  | Amore & Vita-Selle SMP        |
| 201-208 | MKT  | Meridiana Kamen Team          |
| 221-228 | AZT  | d'Amico Bottecchia            |

## Ordine d'arrivo (Top 10)
| Pos. | Corridore          | Squadra   | Tempo    |
| ---- | ------------------ | --------- | -------- |
| 1    | Francesco Gavazzi  | Androni   | 4h28'50" |
| 2    | Matteo Busato      | Wilier    | s.t.     |
| 3    | Paolo Totò         | Norda     | s.t.     |
| 4    | Manuele Mori       | Lampre    | s.t.     |
| 5    | Marco Tizza        | d'Amico   | s.t.     |
| 6    | G. M. Di Francesco | Norda     | s.t.     |
| 7    | Enrico Barbin      | Bardiani  | s.t.     |
| 8    | Davide Rebellin    | CCC       | s.t.     |
| 9    | Davide Mucelli     | Meridiana | s.t.     |
| 10   | Marco Tecchio      | Unieuro   | s.t.     |